# Chamisso-Glockenblume
Die Chamisso-Glockenblume (Campanula dasyantha subsp. chamissonis) ist eine Unterart der Pflanzenart Campanula dasyantha aus der Gattung der Glockenblumen (Campanula) in der Familie der Glockenblumengewächse (Campanulaceae).

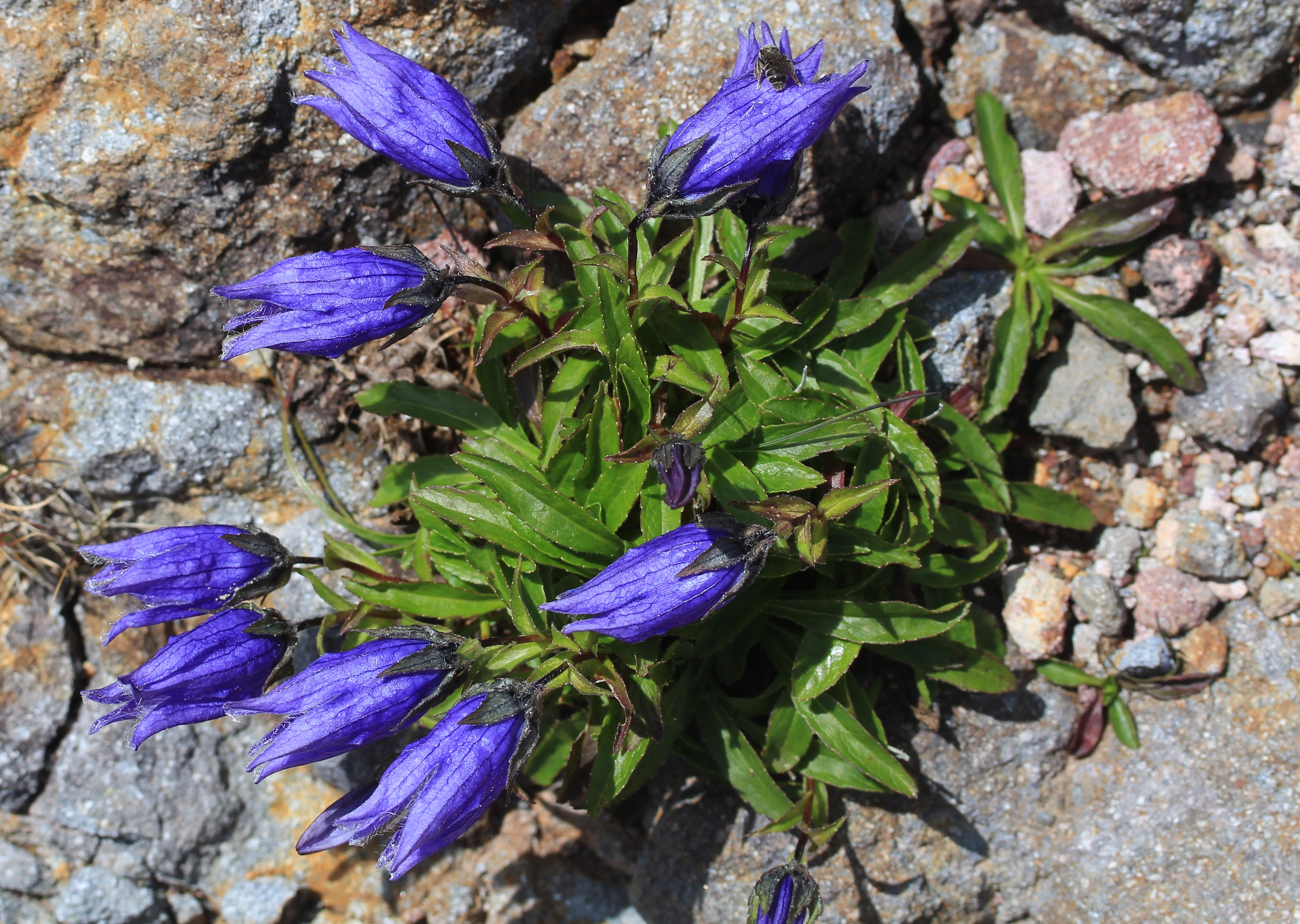
Chamisso-Glockenblume in Japan am Ontake-san (Nagano)

## Beschreibung
Die Chamisso-Glockenblume ist eine immergrüne, ausdauernde krautige Pflanze, die Wuchshöhen von 5 bis 15 Zentimeter erreicht. Sie bildet ein Rhizom aus. Die Grundblätter sind eiförmig, glänzend und am Rand gewimpert, ansonsten sind sie kahl.
Die Kelchzipfel sind ei-lanzettlich, behaart und 1/3 so lang wie die Krone. Die Kelchanhängsel sind spitz und kürzer als die Kronröhre. Die Krone ist am Rand bewimpert, innen bärtig, lang glockig, geadert und mehr oder weniger blau.
Die Blütezeit liegt im Juni.
Die Chromosomenzahl beträgt 2n = 34.

## Vorkommen
Die Chamisso-Glockenblume kommt auf den Aleuten, auf Kamtschatka, auf den Kurilen sowie in Nord- und Mittel-Japan in Steinfeldern in schotterigen Bergtundren, auf Vulkanhängen und auf Küstendünen vor.

## Taxonomie und Systematik
Die 1957 von Andrei Alexandrowitsch Fjodorow als eigenständige Art beschriebene Campanula chamissonis wurde 2002 von V.P.Victorov als Unterart von Campanula dasyantha erkannt. Campanula dasyantha wurde 1819 von Friedrich August Marschall von Bieberstein in Flora Taurico-Caucasica Band 3 Seite 147 erstbeschrieben. Das Epitheton "chamissonis" bedeutet "von Chamisso" und ehrt den deutschen Naturforscher und Dichter Adelbert von Chamisso (1781–1838).

## Nutzung
Die Chamisso-Glockenblume wird selten als Zierpflanze in Steingärten genutzt.